# Megachernes ryugadensis
Megachernes ryugadensis es una especie de arácnido  del orden Pseudoscorpionida de la familia Chernetidae. Presenta las siguientes subespecies: 
- Megachernes ryugadensis myophilus
- Megachernes ryugadensis naikaiensis
- Megachernes ryugadensis ryugadensis

## Distribución geográfica
Se encuentra en Japón.